# Softbank 945SH
AQUOS SHOT SoftBank 945SH（アクオスショット ソフトバンク 945 エスエイチ）はシャープが開発し、ソフトバンクモバイルが販売するW-CDMA通信方式の携帯電話端末。

## 特徴
- シャープ製端末ソフトバンクモバイル向けのAQUOS SHOTシリーズ。SoftBank 940SHの後継モデル。
- 特筆点は携帯電話では当時最高画質の1210万画素のCCDカメラで、動画ではHD撮影(fps30)がステレオ音声とともに録画できる。
- 表面デザインは角身のあるデザインだが、後継機の002SHでは一新されている。
- 主に男性の利用を意識しており、944SHの丸みを帯びたボディラインと利用者が別れる。
- 同時期発売の944SH同様にケータイWi-Fiに対応している。

## 不具合
945SH
- 2010年4月 - まれにディスプレイに線が入ったり、下半分が黒くなって文字などが表示できなくなったりする不具合
- 2010年9月 - 電池の持ちが悪くなる不具合
- 2010年10月 - 上記の不具合を対象とした修正アップデートが配信される。
- 2011年12月14日 - アップデートが配信される。
- 2012年06月22日 - アップデートが配信される。
- 2013年01月22日 - 携帯電話機としては珍しい４度目のアップデートが配信されている。